# Brian Boyle
Pour les articles homonymes, voir Boyle.
Brian Boyle (né le 18 décembre 1984 à Hingham, Massachusetts aux États-Unis) est un joueur professionnel américain de hockey sur glace.

## Carrière
Après avoir joué au niveau universitaire, il rejoint l'organisation des Kings de Los Angeles qui l'ont sélectionné au 1er tour du repêchage d'entrée dans la LNH 2003.
En 2006-2007, il fait ses débuts professionnels avec le club affilié aux Kings, les Monarchs de Manchester. Il y joue deux parties en saison régulière en plus de 16 en séries éliminatoires. L'année suivante, il évolue toujours pour les Monarchs mais joue ses premiers matchs dans la LNH en cours de saison. En 2008-2009, il commence la saison avec les Kings.
Le 1er juillet 2017, il signe un contrat de deux ans à 2,55 millions de dollars par an avec les Devils du New Jersey en tant qu'agent libre. 
Le 9 septembre, Boyle déclare à la presse avoir été diagnostiqué pour une leucémie myéloïde chronique lors du camp d'entrainement . Il revient au jeu dès le 1er novembre 2017, suivant son traitement en parallèle , et il est déclaré en rémission en octobre 2018 . Lors de la saison 2017-2018, il représente les Devils au 63e Match des étoiles de la Ligue nationale de hockey et remporte le trophée Bill-Masterton, remis au joueur qui « personnifie le mieux les qualités de persévérance, d'esprit sportif et de dévouement envers le hockey » . 
Le 6 février 2019, il est échangé aux Predators de Nashville en retour d’un choix de deuxième tour au repêchage de 2019. Le 20 octobre 2019 il signe un contrat d'une saison, d'une valeur de 940 000 $ avec Les Panthers de la Floride.

## Statistiques

### En club
| Saison     | Équipe                    | Ligue      |     | Saison régulière | Saison régulière | Saison régulière | Saison régulière | Saison régulière |    | Séries éliminatoires | Séries éliminatoires | Séries éliminatoires | Séries éliminatoires | Séries éliminatoires |
| Saison     | Équipe                    | Ligue      | PJ  | B                | A                | Pts              | Pun              | PJ               | B  | A                    | Pts                  | Pun                  |                      |                      |
| 2000-2001  | Arrows de St. Sebastian's | HS         | 25  | 20               | 19               | 39               | -                | -                | -  | -                    | -                    |                      |                      |                      |
| 2001-2002  | Arrows de St. Sebastian's | HS         | 28  | 21               | 26               | 47               | 22               | -                | -  | -                    | -                    | -                    |                      |                      |
| 2002-2003  | Arrows de St. Sebastian's | HS         | 31  | 32               | 31               | 62               | 46               | -                | -  | -                    | -                    | -                    |                      |                      |
| 2003-2004  | Eagles de Boston College  | NCAA       | 35  | 5                | 3                | 8                | 36               | -                | -  | -                    | -                    | -                    |                      |                      |
| 2004-2005  | Eagles de Boston College  | NCAA       | 40  | 19               | 8                | 27               | 64               | -                | -  | -                    | -                    | -                    |                      |                      |
| 2005-2006  | Eagles de Boston College  | NCAA       | 42  | 22               | 30               | 52               | 90               | -                | -  | -                    | -                    | -                    |                      |                      |
| 2006-2007  | Eagles de Boston College  | NCAA       | 42  | 19               | 34               | 53               | 104              | -                | -  | -                    | -                    | -                    |                      |                      |
| 2006-2007  | Monarchs de Manchester    | LAH        | 2   | 0                | 0                | 0                | 2                | 16               | 3  | 5                    | 8                    | 13                   |                      |                      |
| 2007-2008  | Monarchs de Manchester    | LAH        | 70  | 31               | 31               | 62               | 87               | -                | -  | -                    | -                    | -                    |                      |                      |
| 2007-2008  | Kings de Los Angeles      | LNH        | 8   | 4                | 1                | 5                | 4                | -                | -  | -                    | -                    | -                    |                      |                      |
| 2008-2009  | Monarchs de Manchester    | LAH        | 42  | 10               | 11               | 21               | 73               | -                | -  | -                    | -                    | -                    |                      |                      |
| 2008-2009  | Kings de Los Angeles      | LNH        | 28  | 4                | 1                | 5                | 42               | -                | -  | -                    | -                    | -                    |                      |                      |
| 2009-2010  | Rangers de New York       | LNH        | 71  | 4                | 2                | 6                | 47               | -                | -  | -                    | -                    | -                    |                      |                      |
| 2010-2011  | Rangers de New York       | LNH        | 82  | 21               | 14               | 35               | 74               | 5                | 0  | 0                    | 0                    | 6                    |                      |                      |
| 2011-2012  | Rangers de New York       | LNH        | 82  | 11               | 15               | 26               | 59               | 17               | 3  | 3                    | 6                    | 15                   |                      |                      |
| 2012-2013  | Rangers de New York       | LNH        | 38  | 2                | 3                | 5                | 29               | 11               | 3  | 2                    | 5                    | 2                    |                      |                      |
| 2013-2014  | Rangers de New York       | LNH        | 82  | 6                | 12               | 18               | 56               | 25               | 3  | 5                    | 8                    | 19                   |                      |                      |
| 2014-2015  | Lightning de Tampa Bay    | LNH        | 82  | 15               | 9                | 24               | 54               | 25               | 1  | 1                    | 2                    | 10                   |                      |                      |
| 2015-2016  | Lightning de Tampa Bay    | LNH        | 76  | 13               | 7                | 20               | 57               | 17               | 5  | 0                    | 5                    | 20                   |                      |                      |
| 2016-2017  | Lightning de Tampa Bay    | LNH        | 54  | 13               | 9                | 22               | 48               | -                | -  | -                    | -                    | -                    |                      |                      |
| 2016-2017  | Maple Leafs de Toronto    | LNH        | 21  | 0                | 3                | 3                | 18               | 6                | 0  | 2                    | 2                    | 6                    |                      |                      |
| 2017-2018  | Devils du New Jersey      | LNH        | 69  | 13               | 10               | 23               | 45               | 5                | 0  | 0                    | 0                    | 14                   |                      |                      |
| 2018-2019  | Devils du New Jersey      | LNH        | 47  | 13               | 6                | 19               | 22               | -                | -  | -                    | -                    | -                    |                      |                      |
| 2018-2019  | Predators de Nashville    | LNH        | 26  | 5                | 0                | 5                | 16               | 3                | 0  | 2                    | 2                    | 2                    |                      |                      |
| 2019-2020  | Panthers de la Floride    | LNH        | 39  | 6                | 9                | 15               | 17               | 4                | 1  | 0                    | 1                    | 12                   |                      |                      |
| 2021-2022  | Penguins de Pittsburgh    | LNH        | 66  | 11               | 10               | 21               | 27               | 6                | 0  | 2                    | 2                    | 0                    |                      |                      |
| Totaux LNH | Totaux LNH                | Totaux LNH | 871 | 141              | 111              | 252              | 615              | 124              | 16 | 17                   | 33                   | 106                  |                      |                      |

### En équipe nationale
| Année | Équipe     | Compétition          |    | PJ | B | A | Pts | Pun      |  | Résultat |
| 2021  | États-Unis | Championnat du monde | 10 | 2  | 1 | 3 | 4   | 3e place |  |          |

## Trophées et honneurs personnels

### Hockey East
- 2006 et 2007 : nommé dans la 1re équipe d'étoiles

### National Collegiate Athletic Association
- 2006 : nommé dans la 2e équipe d'étoiles de l'Est
- 2007 : nommé dans la 1re équipe d'étoiles de l'Est
- 2007 : nommé dans l'équipe d'étoiles du tournoi de championnat

### Ligue nationale de hockey
- 2017-2018 :
  - participe au 63e Match des étoiles de la LNH
  - remporte le trophée Bill-Masterton